# Vålån
Vålån is een bergrivier annex bergbeek, die stroomt in de Zweedse  gemeente Åre. Het achtervoegsel ån wijst op een kleine rivier. Het riviertje ontwatert het Vålåsjön en stroomt noordwaarts. Ze stroomt daarbij door Vålådalen. Zij begint op 947 meter hoogte om uiteindelijk na circa 25 kilometer uit te monden in het 494 meter hoog gelegen Ottsjön. Zij stroomt door onbewoond gebied.

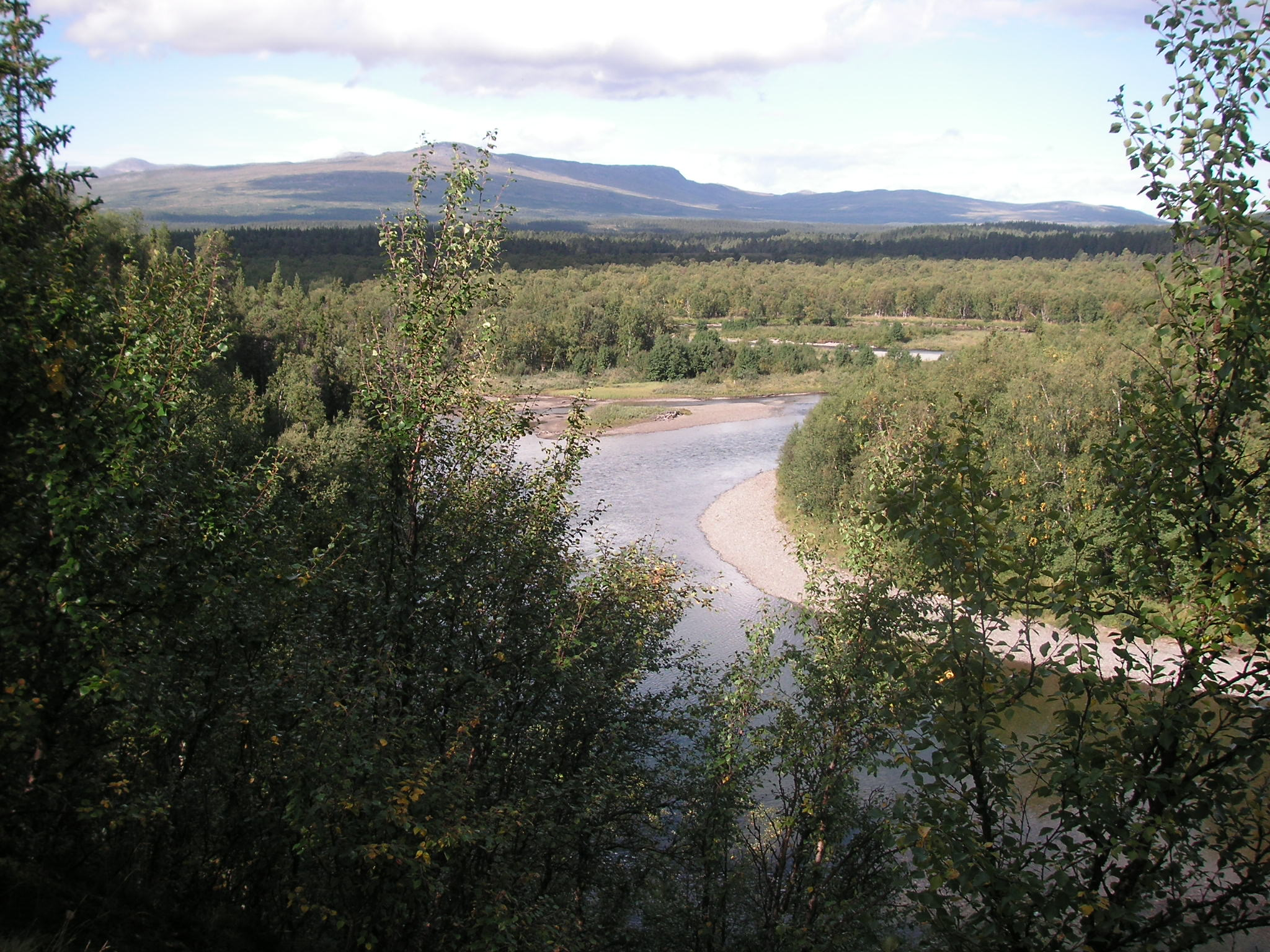
Vålån

Bronrivieren: Dunsjöån, Gråsjöån, Härjångsån, Tronnån, Stensån, Lunddörssån.
Ze behoort tot het stroomgebied van de Indalsälven